# Linda Thom
Linda Thom (n. 30 decembrie 1943, Hamilton, Ontario, Canada) este o politiciană canadiană, medaliată olimpică. A participat la o ediție a Jocurilor Olimpice (1984) în care a câștigat o medalie de aur.

## Participări
Lista de mai jos prezintă principalele competiții la care a participat Linda Thom de-a lungul carierei.
- shooting at the 1984 Summer Olympics – women's 25 metre pistol[*]